# Marek Zieńczuk
Marek Zieńczuk, né le 24 septembre 1978 à Gdańsk, est un footballeur polonais. 

## Carrière

### En sélection
Il a porté 9 fois le maillot de l'équipe nationale entre 2002 et 2008. 

## Palmarès
- Champion de Pologne : 2005, 2008, 2009
- Vice-champion de Pologne : 2006
- Finaliste de la Coupe de Pologne : 2008, 2012
- Finaliste de la Supercoupe de Pologne : 2008